# Ghiacciaio Remenchus
Il ghiacciaio Remenchus (in inglese Remenchus Glacier) è un ghiacciaio lungo circa 15 km e largo 7, situato sulla costa di Knox, nella parte occidentale della Terra di Wilkes, in Antartide. Il ghiacciaio fluisce verso nord-ovest fino a terminare con una piccola lingua glaciale a est delle isole Mariner e 22 km a nord-est delle colline Bunger.

## Storia
Il ghiacciaio Remenchus è stato mappato grazie a fotografie aeree scattate durante l'operazione Highjump, 1946-1947, ed è stato in seguito così battezzato dal Comitato consultivo dei nomi antartici in onore di John F. Remenchus, pilota aereo della marina militare statunitense presente nell'Operazione Windmill, 1947-48, che diede supporto nelle operazioni di ricognizione aerea lungo la parte della costa antartica che va dalla costa di Guglielmo II alla costa di Budd.